# Établissement rural d'Avdeïevo (république de Carélie)
L'établissement rural d'Avdeïevo (en russe : Авде́евское се́льское поселе́ние) est une entité municipale de Russie formée en 2006, du raïon de Poudoj dans la république de Carélie. Son siège administratif est le hameau d'Avdeïevo.

## Géographie
L'établissement rural se situe dans le raïon de Poudoj, un des raïons de la république de Carélie,,,,. Le raïon et la république se trouvent dans le nord de la Russie européenne.
La municipalité d'Avdejevo a une superficie de 1 708,33 km2.
Avdejevo est bordée au nord par Pälmä du raïon de Poudoj, à l'est par Kuganavolok et Kubovo, et au sud par Poudoj et Challa et de l'autre côté du lac Onega par le raïon de Karhumäki.
Avdejevo est arrosé par les rivières Jalganda, Pudra, Ragnuksa, Šalitsa, Suma et Velmuksa. Ses lacs principaux sont Koppolozero, Kupetskoje, Ragnozero, Šalozero, Sumozero, Tjagozero et Tubozero.

## Population
Recensements (*) et estimations de la population,:
| 2010* | 2021* | 2023 | - |
| ----- | ----- | ---- | - |
| 1 171 | 647   | 589  | - |

## Localités
L'établissement rural compte 7 localités,,,.
| Nom          | Nom russe   | Statut    | Population (2013) |
| ------------ | ----------- | --------- | ----------------- |
| Avdeïevo     | Авдеево     | hameau    | 351               |
| Alekseïevo   | Алексеево   | hameau    | 7                 |
| Bourakovo    | Бураково    | hameau    | 0                 |
| Oktiabrskaïa | Октябрьская | hameau    | 20                |
| Onejski      | Онежский    | possiolok | 360               |
| Pestchanoïe  | Песчаное    | hameau    | 64                |
| Ragnouka     | Рагнукса    | possiolok | 225               |